# Keenan Wynn
Keenan Wynn, all'anagrafe Francis Xavier Aloysius James Jeremiah Keenan Wynn (New York, 27 luglio 1916 – Los Angeles, 14 ottobre 1986), è stato un attore statunitense.

## Biografia
La famiglia di Keenan Wynn apparteneva per tradizione al mondo dello spettacolo. Suo padre, l'attore di origine ebraica Ed Wynn, era celebre nel mondo della commedia vaudeville, mentre sua madre, di origini irlandesi, Hilda Keenan, aveva scelto come primo nome per il figlio il cognome del padre, Frank Keenan, uno dei primi attori di Broadway a ottenere successo nella mecca del cinema.

## La televisione
Dopo aver studiato alla St. John's Military Academy, su incoraggiamento del padre, Keenan Wynn intraprese la carriera di attore, studiando e recitando nella compagnia della Maine Stock Company ed i due apparvero insieme nel telefilm di Rod Serling Ai confini della realtà (episodio Requiem for a Heavyweight) ed in seguito nello sceneggiato tv The Man in the Funny Suit dove Keenan Wynn interpretava sé stesso raccontando la storia delle sue peripezie. 

## Il cinema
Nel 1942 venne scritturato dalla Metro Goldwyn Mayer per la quale esordì nel 1944 sul grande schermo con la pellicola See Here Private Hargrove del regista Tay Garnett dove interpretava il ruolo di sergente che gli fece guadagnare la simpatia del pubblico.
Nel 1945 interpretò lo stesso personaggio in un'altra pellicola, Al caporale piacciono le donne, che gli aprì la strada ad una brillante carriera cinematografica negli anni quaranta, in film quali L'ora di New York (1945) di Vincente Minnelli e Senza amore (1945) al fianco di Spencer Tracy, Katherine Hepburn e Lucille Ball. 
Il suo successo professionale causò le gelosie del padre, che d'inverso stava subendo una fase discendente, tuttavia i due si riavvicinarono anche professionalmente negli anni cinquanta quando Ed Keenan visse una seconda fase di successo proponendosi come attore drammatico, cercando spesso il sostegno morale e professionale del figlio. La carriera di Keenan Wynn ebbe il suo apice negli anni sessanta, durante i quali divenne una figura di spicco nelle pellicole Disney, quali Un professore fra le nuvole (1961) e Professore a tuttogas (1963), e partecipò alla celebre pellicola di Stanley Kubrick Il dottor Stranamore (1964), nel ruolo del Colonnello "Bat" Guano. 
Dopo gli anni settanta Wynn si interessò alla televisione, e iniziò a recitare in serie televisive quali il celebre Dallas nelle stagioni 1979-1980, nel ruolo di Digger Barnes. Durante la fase discendente della sua carriera, visse grossi problemi di alcoolismo, che in seguito minarono pesantemente la sua salute. Ciò non gli impedì tuttavia di diventare membro di diverse associazioni filantropiche, tra le quali la Sertoma International. Morì di cancro nel 1986, all'età di 70 anni.
Dal 1941 al 1947 Keenan Wynn fu sposato con Eve Lynn Abbott, che divorziò dall'attore per unirsi in matrimonio con un altro grande attore hollywoodiano di quell'epoca, Van Johnson. I suoi figli hanno continuato la tradizione artistica di famiglia, infatti Tracy Keenan Wynn è uno sceneggiatore e regista, e tra le sue produzioni sono da annoverare la sceneggiatura di Quella sporca ultima meta di Robert Aldrich e Detective Harper: acqua alla gola di Stuart Rosenberg. Un altro dei suoi figli, Ned Keene, attore e scrittore, è autore di una biografia del padre dal titolo We Will Always Live in Beverly Hills.

## Filmografia parziale

### Cinema
- Fra due donne (Between Two Women), regia di George B. Seitz (1937)
- For Me and My Gal, regia di Busby Berkeley (1942)
- Da quando te ne andasti (Since You Went Away), regia di John Cromwell (1944)
- Al caporale piacciono le donne (What Next, Corporal Hargrove?), regia di Richard Thorpe (1945)
- Grand Hotel Astoria (Week End at the Waldorf), regia di Robert Z. Leonard (1945)
- Senza amore (Without Love), regia di Harold S. Bucquet (1945)
- L'ora di New York (The Clock), regia di Vincente Minnelli (1945)
- Disperata ricerca (Desperate Search), regia di Joseph H. Lewis (1946)
- Sangue ardente (The Thrill of Brazil), regia di Sylvan Simon (1946)
- Licenza d'amore (No Leave No Love), regia di Charles M. Martin (1946)
- Sposarsi è facile, ma... (Easy to Wed), regia di Edward Buzzell (1946)
- I trafficanti (The Hucksters), regia di Jack Conway (1947)
- Il canto dell'uomo ombra (Song of the Thin Man), regia di Edward Buzzel (1947)
- I tre moschettieri (The Three Musketeers), regia di George Sidney (1948)
- La cara segretaria (My Dear Secretary), regia di Charles Martin (1948)
- La figlia di Nettuno (Neptune's Daughter), regia di Edward Buzzell (1949)
- Il bacio di mezzanotte (That Midnight Kiss), regia di Norman Taurog (1949)
- Anna prendi il fucile (Annie Get Your Gun), regia di George Sidney (1950)
- Tre piccole parole (Three Little Words), regia di Richard Thorpe (1950)
- Sei canaglia ma ti amo (Love that Brute), regia di Alexander Hall (1950)
- Sua Altezza si sposa (Royal Wedding), regia di Stanley Donen (1950)
- Fearless Fagan, regia di Stanley Donen (1950)
- La bella di New York (The Belle of New York), regia di Charles Walters (1952)
- Telefonata a tre mogli (Phone Call From A Stranger), regia di Jean Negulesco (1952)
- Essi vivranno! (Battle Circus), regia di Richard Brooks (1953)
- Prendeteli vivi o morti (Code Two), regia di Fred M. Wilcox (1953)
- Baciami Kate! (Kiss Me Kate), regia di George Sidney (1953)
- I fratelli senza paura (All The Brothers Were Valiant), regia di Richard Thorpe (1954)
- Tennessee Champ, regia di Fred M. Wilcox (1954)
- 12 metri d'amore (The Long Long Trailer), regia di Vincente Minnelli (1954)
- I valorosi (Men of the Fighting Lady), regia di Andrew Marton (1954)
- Ladri di automobili (Running Wild), regia di Abner Biberman (1955)
- I razziatori (The Marauders), regia di Gerald Mayer (1955)
- La scarpetta di vetro (The Glass Slipper), regia di Charles Walters (1955)
- Johnny Concho, regia di Don McGuire (1956)
- L'uomo dal vestito grigio (The Man In The Gray Flannel Suit), regia di Nunnally Johnson (1956)
- Alla larga dal mare (Don't Go Near the Water), regia di Charles Walters (1957)
- Joe Butterfly, regia di Jesse Hibbs (1957)
- Vietato rubare le stelle (The Fuzzy Pink Nightgown), regia di Norman Taurog (1957)
- Tempo di vivere (A Time to Love and a Time to Die), regia di Douglas Sirk (1958)
- In licenza a Parigi (The Perfect Furlough), regia di Blake Edwards (1958)
- Acque profonde (The Deep Six), regia di Rudolph Maté (1958)
- Quel tipo di donna (That Kind of Woman), regia di Sidney Lumet (1959)
- Un uomo da vendere (A Hole in The Head), regia di Frank Capra (1959)
- Un professore fra le nuvole (The Absent-Minded Professor), regia di Robert Stevenson (1961)
- Il re di Poggioreale, regia di Duilio Coletti (1961)
- Professore a tuttogas (Son of Flubber), regia di Robert Stevenson (1963)
- Jerry 8¾ (The Patsy), regia di Jerry Lewis (1964)
- Il dottor Stranamore (Dr. Strangelove or: How I Learned to Stop Worrying and Love the Bomb), regia di Stanley Kubrick (1964)
- Duello a Thunder Rock (Stage to Thunder Rock), regia di William F. Claxton (1964)
- Hotel delle vergini (Honeymoon Hotel), regia di Henry Levin (1964)
- La grande corsa (The Great Race), regia di Blake Edwards (1965)
- I 9 di Dryfork City (Stagecoach), regia di Gordon Douglas (1965)
- I conquistatori degli abissi (Around the World Under the Sea), regia di Andrew Marton (1966)
- La valle dell'orso (The Night of the Grizzly), regia di Joseph Pevney (1966)
- Spogliarello per una vedova (Promise Her Anything), regia di Arthur Hiller (1966)
- Senza un attimo di tregua (Point Blank), regia di John Boorman (1967)
- Dieci cubetti di ghiaccio (Run Like a Thief), regia di Bernard Glasser (1967)
- Tempo di terrore (Welcome to Hard Times), regia di Burt Kennedy (1967)
- Agente 4K2 chiede aiuto (Warning Shot), regia di Buzz Kulik (1967)
- Carovana di fuoco, (The Wagon War) regia di Burt Kennedy (1967)
- Tempo di terrore (Killer on a Horse) di Burt Kennedy (1967)
- Spara, Gringo, spara, regia di Bruno Corbucci (1968)
- Sulle ali dell'arcobaleno (Finian's Rainbow), regia di Francis Ford Coppola (1968)
- C'era una volta il West, regia di Sergio Leone (1968)
- Quella carogna dell'ispettore Sterling, regia di Paolo Emilio Miraglia (1968)
- Riprendiamoci Forte Alamo! (Viva Max), regia di Jerry Paris (1969)
- The Monitors (The Monitors), regia di Jack Shea (1969)
- Smith, un cowboy per gli indiani (Smith!), regia di Michael O'Herlihy (1969)
- L'oro di Mackenna (Mackenna's Gold), regia di J. Lee Thompson (1969)
- Loving - Gioco crudele (Loving), regia di Irvin Kershner (1970)
- Le 5 facce della violenza (Five Savage Men), regia di Ron Joy (1970)
- E dopo le uccido (Pretty Maids All In Row), regia di Roger Vadim (1971)
- L'uomo dagli occhi di ghiaccio, regia di Alberto De Martino (1971)
- ...e alla fine lo chiamarono Jerusalem l'implacabile, regia di Toni Secchi (1972)
- Pistaaa... arriva il gatto delle nevi (Snowball Express), regia di Norman Tokar (1972)
- Professione assassino (The Mechanic), regia di Michael Winner (1972)
- Prenotazione annullata (Cancel My Reservation), regia di Paul Bogart (1972)
- Dirottamento (Hijack), regia di Leonard Horn (1972)
- Herbie il Maggiolino sempre più matto (Herbie Rides Again), regia di Robert Stevenson (1974)
- Progetto micidiale (The Internecine Project), regia di Ken Hughes (1974)
- Quel corpo di donna (A Woman for All Men), regia di Arthur Marks (1975)
- Il maligno (The Devil's Rain), regia di Robert Fuest (1975)
- Nashville, regia di Robert Altman (1975)
- The Man Who Would Not Die, regia di Robert Arkless (1975)
- Due tigri e una carogna (High Velocity), regia di Remi Kramer (1976)
- Quello strano cane di papà (The Shaggy D.A.), regia di Robert Stevenson (1976)
- L'orca assassina (Orca), regia di Michael Anderson (1977)
- L'uomo laser (Laserblast), regia di Michael Rae (1978)
- Parts: the clonus horror (Parts: the clonus horror), regia di Robert S. Fiveson (1978)
- Piraña (Piraña), regia di Joe Dante (1978)
- L'allenatrice sexy (Coach), regia di Bud Townsend (1978)
- The Clonus Horror, regia di Robert S. Fiveson (1979)
- Minaccia da un miliardo di dollari (Billion Dollars Threat), regia di Barry Shear (1979)
- Il buio (The Mutilator), regia di John Cardos (1979)
- Sunburn - Bruciata dal sole (Sunburn), regia di Richard C. Sarafian (1979)
- Dimmi quello che vuoi (Just Tell Me What You Want), regia di Sidney Lumet (1980)
- Amici come prima (Best Friends), regia di Norman Jewison (1982)
- Ritratto nello specchio (Mirrors), regia di Harry Winer (1985)

### Televisione
- Screen Directors Playhouse – serie TV, episodio 1x03 (1955)
- General Electric Theater – serie TV, episodi 4x03-5x29 (1955-1957)
- Damon Runyon Theater – serie TV, episodio 2x13 (1956)
- The Alcoa Hour – serie TV, episodio 1x07 (1956)
- Pursuit – serie TV, episodio 1x02 (1958)
- Alfred Hitchcock presenta (Alfred Hitchcock Presents) – serie TV, episodio 3x35 (1958)
- Westinghouse Desilu Playhouse – serie TV, episodi 1x20-1x21-2x14 (1959-1960)
- Goodyear Theatre – serie TV, episodio 2x08 (1959)
- June Allyson Show (The DuPont Show with June Allyson) – serie TV, episodio 1x23 (1960)
- Ai confini della realtà (The Twilight Zone) – serie TV, episodio 1x36 (1960)
- The Aquanauts – serie TV, episodio 1x04 (1960)
- Scacco matto (Checkmate) – serie TV, episodio 1x35 (1961)
- The New Breed – serie TV, episodio 1x10 (1961)
- Bus Stop – serie TV, episodio 1x12 (1961)
- Follow the Sun – serie TV, episodio 1x17 (1962)
- The Dick Powell Show – serie TV, episodi 1x21-2x16-2x30 (1962-1963)
- Gli uomini della prateria (Rawhide) – serie TV, episodio 5x03 (1962)
- Ben Casey – serie TV, episodio 1x21 (1962)
- Corruptors (Target: The Corruptors) – serie TV, episodio 1x27 (1962)
- The Nurses – serie TV, episodio 1x27 (1963)
- Indirizzo permanente (77 Sunset Strip) – serie TV, 2 episodi (1963)
- La legge di Burke (Burke's Law) – serie TV, episodi 1x05-1x15 (1963-1964)
- The Travels of Jaimie McPheeters – serie TV, episodio 1x18 (1964)
- Bonanza – serie TV, episodio 5x17 (1964)
- Selvaggio west (The Wild Wild West) – serie TV, episodio 1x25 (1966)
- I sentieri del west (The Road West) – serie TV, episodio 1x19 (1967)
- Giovani avvocati (The Young Lawyers) – serie TV, episodio 1x00 (1969)
- Lancer – serie TV, episodio 2x14 (1970)
- Cannon – serie TV, 1 episodio (1972)
- Dallas – serie TV, 20 episodi (1979-1980)
- Un salto nel buio (Tales from the Darkside) – serie TV, episodio 1x03 (1984)
- Squadriglia top secret (Call to Glory) – serie TV, 21 episodi (1984-1985)
- Stazione di polizia (The Last Precinct) – serie TV, 8 episodi (1986)

## Doppiatori italiani
- Stefano Sibaldi in I tre moschettieri, La figlia di Nettuno, Il bacio di mezzanotte, Anna prendi il fucile, Sei canaglia ma ti amo, Telefonata a tre mogli, Essi vivranno!, Baciami Kate!, I fratelli senza paura, I valorosi, I razziatori, L'uomo dal vestito grigio, C'era una volta il West
- Renato Turi in Da quando te ne andasti, Tempo di vivere, Il re di Poggioreale, La valle dell'orso, Spogliarello per una vedova, Spara, Gringo, spara
- Carlo Romano in La cara segretaria, Sua Altezza si sposa, Senza un attimo di tregua, ...e alla fine lo chiamarono Jerusalem l'implacabile (Padella calibro 38)
- Giorgio Capecchi in In licenza a Parigi, Quel tipo di donna, Un professore fra le nuvole, Professore a tuttogas
- Bruno Persa in Jerry 8¾, Agente 4K2 chiede aiuto, Quella carogna dell'ispettore Sterling
- Alberto Sordi in Tre piccole parole
- Sergio Tedesco in 12 metri d'amore
- Cesare Fantoni in Alla larga dal mare
- Mario Pisu in Acque profonde
- Nando Gazzolo in Tra due fuochi
- Gualtiero De Angelis in Il dottor Stranamore - Ovvero: come ho imparato a non preoccuparmi e ad amare la bomba
- Emilio Cigoli in La grande corsa
- Vinicio Sofia in Carovana di fuoco
- Giampiero Albertini in L'oro di Mackenna
- Giorgio Piazza in L'uomo dagli occhi di ghiaccio
- Adolfo Geri in Pistaaa... arriva il gatto delle nevi
- Antonio Guidi in Herbie il Maggiolino sempre più matto
- Mario Milita in L'orca assassina
- Aldo Barberito in Piraña
- Sergio Rossi in Sunburn - Bruciata dal sole
- Mico Cundari in Amici come prima
- Gil Baroni in Un professore fra le nuvole (ridoppiaggio)
- Renato Cecchetto in Smith, un cowboy per gli indiani (doppiaggio tardivo)
- Sandro Pellegrini in Pistaaa... arriva il gatto delle nevi (ridoppiaggio)

Da doppiatore è sostituito da:
- Sandro Pellegrini in L'ultimo unicorno